# La Famille du bonheur
 (avril 2017).
Si vous disposez d'ouvrages ou d'articles de référence ou si vous connaissez des sites web de qualité traitant du thème abordé ici, merci de compléter l'article en donnant les références utiles à sa vérifiabilité et en les liant à la section « Notes et références ».
La Famille du bonheur (Second Noah) est une série télévisée américaine en 21 épisodes de 45 minutes créée par Pamela K. Long et diffusée du 5 février 1996 au 8 juin 1997 sur le réseau ABC.
En France, la série a été diffusée à partir du 2 avril 2002 sur M6.

## Synopsis
Jesse Beckett est une vétérinaire à Busch Gardens, un parc d'attraction situé à Tampa en Floride. Elle vit avec son mari, Noah, un ancien entraîneur de basketball devenu écrivain, et leurs huit enfants, tous adoptés.
Leur fils adoptif le plus âgé est Ricky. Ce dernier est déjà père puisqu'il a eu, alors qu'il n'avait que 14 ans, un fils, Ben, avec sa petite-amie, Kaylie. Noah et Jesse ont décidé d'adopter aussi Ben tandis que Kaylie a fui.
Les autres enfants adoptés sont :
1. Roxanna, une lycéenne qui a du mal à se faire accepter par ses camarades.
2. Luis, un lycéen qui ment tout le temps et qui dit notamment que son père est Julio Iglesias.
3. Ranny et Danny, deux jumeaux aux caractères opposés. Le premier est rebelle et cherche toujours à connaître ses parents biologiques, le deuxième est plus calme et timide.
4. Hannah, une jeune fille réservée.
5. Bethany, qui a le même âge qu'Hannah mais qui est beaucoup plus extravertie.

Noah et Jesse sont aidés au quotidien par Shirley, leur gouvernante qui fait désormais partie de la famille. Ils sont aussi entourés par de nombreux animaux qu'ils ont adopté.

## Distribution
- Daniel Hugh Kelly : Noah Beckett
- Betsy Brantley : Jessie Beckett
- James Marsden : Ricky Beckett
- Ashley Gorrell : Hannah
- Zelda Harris : Bethany
- Jeffrey Licon (en) : Luis
- Erika Page : Roxanna
- Gemini Barnett : Ben Beckett
- Jon Torgerson : Ranny
- Jeremy Torgerson : Danny
- Michael McLafferty : JoJo
- Deirdre O'Connell : Shirley
- Joey Lauren Adams : Darby
- Russell Breslow : Robbie

## Épisodes

### Première saison (1996)
1. Une famille sympathique (Second Noah)
2. Entre père et fils (Hoops and Dreams)
3. Rencontre rapprochée (Close Encounters)
4. Le Cyclone (Stormy Weather)
5. Une bonne action (The Good Samaritan)
6. Mon père ce héros (Julio Is My Dad)
7. Histoire de fantômes (Ghost Story)
8. Le rendez-vous (The Rendezvous)
9. Le Grand Chef (The Big Chief)
10. Escales (Dream Boat)
11. Une vie de chien (A Dog's Life)
12. Le Prince de la route (King of the Road)

### Deuxième saison (1996-1997)
1. Comme un oiseau (Fly Like a Bird)
2. Le Pied-de-nez de Dieu (God's Last Laugh)
3. La Fêlure (The Big Heart)
4. Le Retour du fils prodigue (Faith, Hope and Charity)
5. Les Flèches de Cupidon (Slings and Arrows)
6. Le Choix (The Choice)
7. Affaires de cœur (Heart Matters)
8. Recherche Mickey désespérément (Desperately Seeking Mickey)
9. Le Plongeon (Diving In)